# Margarethe Danzi
Maria Margarethe Danzi met geboortenaam Marchand (1768 – München, 11 juni 1800) was een Duits componiste en sopraan.

## Levensloop
Margarethe Marchand werd geboren in Duitsland. Bepaalde bronnen stellen dat haar geboortestad München is. Anderen vermelden Mannheim. Mogelijk was haar familie op tournee in Frankfurt toen ze geboren werd. Ze was de dochter van zangeres Magdalena Brochard Marchand en Theobald Hilary Marchand, de directeur van het Nationale Theater van Mannheim. Margarethe studeerde muziek en compositie in München bij Franziska Lebrun en in Salzburg bij Leopold Mozart. Ze maakte haar debuut in 1787 op 12-jarige leeftijd. Dit was aan het hoftheater van Mannheim. Ze zong er de titelrol van Der Edelknabe van Johann Jakob Engel.
In 1790 huwde Margarethe met Franz Danzi, een dirigent en componist. Samen trokken ze door Europa. Margarethe was de prima donna van de Domenico Guardasonis theatergroep waar het koppel deel van uitmaakte. Na 1796 was Margarethe eveneens prima donna aan het hoftheater van München. Ze stierf te München aan een longziekte.

## Oeuvre

### Werklijst
- Zes sonates voor klavier (ca. 1786) — verloren (Leopold Mozart heeft een onsuccesvolle poging ondernomen om Torricella deze bundel te laten uitgeven)
- Drie sonates voor klavecimbel met viool obbligato, Op. 1 (Eb, Bb, E), uitgegeven door Falter (1801)
- Marche de Marseillois varié voor piano, Op. 2, uitgegeven door Falter (1802)
- Variaties voor piano (Andante van Franz Danzi's Pianosonate in F, Op. 3 — uitgegeven door Falter, ca. 1800)

### Hedendaagse edities
- Margarethe Danzi. Sonate für Violine und Klavier; op. 1,1. Hrsg. und Vorw. von Robert Münster. — Giebing: Katzbichler, [1967]. — 21 S. + 1 St. — (Varie musiche di Baviera).
- Margarethe Danzi. Sonata I in E-flat Major for violin and piano. Ed. door Barbara Harbach. — Pullman, WA: Vivace Pr. (VIV 905), c 1996. — 28 S. + 1 St.
- Margarethe Danzi. Sonata II in B-flat Major for violin and piano. Ed. door Barbara Harbach. — Pullman, WA: Vivace Pr. (VIV 906), c 1996. — 20 S. + 1 St.
- Margarethe Danzi. Sonata III in E Major for violin and piano. [Ed. door Barbara Harbach.] — Pullman, WA: Vivace Pr. (VIV 907), c 1996. — 25 S. + 1 St.
- Three Marias: three eighteenth century sonatas by Maria Barthélemon [No. 4], Maria Danzi [Op. 1 No. 1], Maria Hester Park [Op. 13 No. 2]. Ed. Susau [sic] Eileen Pickett. — Bryn Mawr, PA: Hildegard Publ. (09763), 1997. — VII, 51 S. + 1 St.
- Maria Margarethe Marchand Danzi. Sonata terza pour le pianoforte (met viool obbligato). [Ed. Caroline Cunningham]. — Bryn Mawr, PA: Hildegard Publ., 1998. — [28] S. + 1 St.